# 神前修三

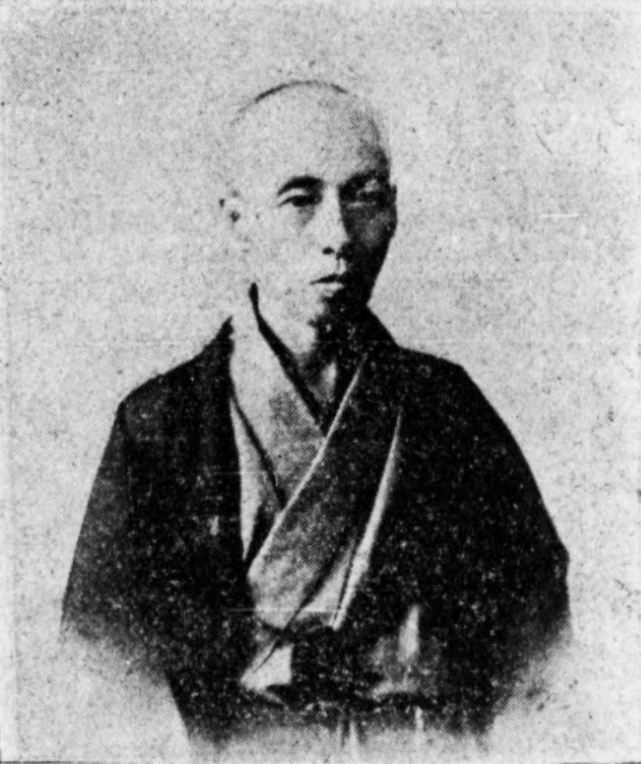
神前修三

神崎 修三（こうざき しゅうぞう、1853年1月25日（嘉永5年12月16日）– 1917年（大正6年）5月4日）は、明治・大正期の地主、政治家、実業家。衆議院議員。旧姓・堀内。

## 経歴
紀伊国名草郡神前村（和歌山県名草郡岡崎村、海草郡岡崎村を経て現和歌山市）で堀内伊兵衛の長男として生まれ、豪農・神前吉次郎の養子となる。漢学を修めた。
1888年（明治21年）1月、補欠選挙で和歌山県会議員に当選。1889年（明治22年）、1894年（明治27年）、1898年（明治31年）に再選され、1899年（明治32年）9月に退任。1901年（明治34年）5月に補欠選挙で当選し、1902年（明治35年）8月に衆議院議員に当選のため辞職した。県会議員に通算13年2ヵ月在任した。この間、常置委員、参事会員、地方衛生委員、図書審査委員、地方森林会議員などを務めた。また、1897年（明治30年）9月、初代海草郡会議員に当選し、同副議長も務めて1期在任した。
1902年（明治35年）8月、第7回衆議院議員総選挙で和歌山県郡部から出馬して当選し、以後、1908年（明治41年）5月の第10回総選挙まで再選され、衆議院議員に連続4期在任した。この間、立憲政友会院内主事を務めた。
1900年（明治33年）海草郡宮村字秋月（現和歌山市）に転居し、1914年（大正3年）から酢、醤油の醸造業を営んだ。

## 脚註